# Randal M. Dutra
Randal Michael Dutra (...) è un effettista statunitense.

## Filmografia parziale
- Il ritorno dello Jedi (Return of the Jedi), regia di Richard Marquand (1983)
- Gremlins, regia di Joe Dante (1984)
- Prehistoric Beast (1984)
- Dinosaur! (1985)
- RoboCop, regia di Paul Verhoeven (1987)
- Willow, regia di Ron Howard (1988)
- Jurassic Park, regia di Steven Spielberg (1993)
- Il mondo perduto - Jurassic Park (The Lost World: Jurassic Park), regia di Steven Spielberg (1997)
- La guerra dei mondi (War of the Worlds), regia di Steven Spielberg (2005)
- Jurassic World, regia di Colin Trevorrow (2015)

## Riconoscimenti
Premio Oscar
- 1998 - Candidato ai migliori effetti speciali per Il mondo perduto - Jurassic Park[1]
- 2006 - Candidato ai migliori effetti speciali per La guerra dei mondi[2]